# SUMO protein
SUMO proteini (engl. Small Ubiquitin-like Modifier) su familija malih proteina koji su kovalentno vezani za pojedine proteine u ćelijama čime modifikuju njihovu funkciju. Sumoilacija je posttranslaciona modifikacija koja učestvuje u raznim ćelijskim procesima, kao što je jedreno-citosolni transport, transkripciona regulacija, apoptoza, proteinska stabilnost, respons na stres, i progresija kroz ćelijski ciklus.
SUMO proteini su slični sa ubikvitinom, i sumoilacijom rukovodi enzimska kaskada koja je analogna sa ubikvitinacijom. Za razliku od ubikvitinacije, SUMO se ne koristi za obeležavanje proteina za degradaciju. Krajnji oblik SUMO proteina se formira kad se zadnje četiri aminokiseline sa C-terminusa odvoje, čime se omogučava formiranje izopeptidne veze između C-terminalnog glicinskog ostatka SUMO proteina i akceptorskog lizina na ciljnom proteinu.

## Literatura
- Ulrich HD (2005). „Mutual interactions between the SUMO and ubiquitin systems: a plea of no contest”. Trends Cell Biol. 15 (10): 525—532. PMID 16125934. doi:10.1016/j.tcb.2005.08.002.
- Gill G (2005). „Something about SUMO inhibits transcription”. Curr Opin Genet. Dev. 15 (5): 536—541. PMID 16095902. doi:10.1016/j.gde.2005.07.004.
- Li M; Guo D; Isales CM;  . (2005). „SUMO wrestling with type 1 diabetes”. J. Mol. Med. 83 (7): 504—513. PMID 15806321. doi:10.1007/s00109-005-0645-5.
- Verger A, Perdomo J, Crossley M (2003). „Modification with SUMO: A role in transcriptional regulation”. EMBO Rep. 4 (2): 137—142. PMC 1315836 . PMID 12612601. doi:10.1038/sj.embor.embor738.
- Peroutka III RJ, Orcutt SJ, Strickler JE, Butt TR (2011). „SUMO fusion technology for enhanced protein expression and purification in prokaryotes and eukaryotes”. Methods Mol. Biol: Heterologous gene expression in E. Coli. 705: 15—30. PMID 21125378. doi:10.1007/978-1-61737-967-3_2. |chapter= игнорисан (помоћ) Download PDF